# عائلة بو حليم الشيباني
عائلة بو حليم الشيباني (الفارسية: بو حلیم شیبانی) كانت عائلة من الحكام والقادة العسكريين من خراسان، والتي خدمت الدولة الغزنوية خلال القرنين الحادي عشر والثاني عشر.

## التاريخ
كانت العائلة من سكان جاجرم في شمال غرب خراسان، ولكن في عهد مؤسسها الذي يحمل نفس الاسم بو حليم، هاجرت العائلة إلى الغرب إلى شرق خراسان، ثم حكمها السلطان الغزنوي إبراهيم (حكم من عام 1059 إلى عام 1099).
كان نجم الدين زرير المعروف من هذه العائلة، وهو قائد في عهد ابن إبراهيم وخليفته مسعود الثالث (حكم من عام 1099 إلى عام 1115) ومن المعروف أنه قام بغارات على الهند؛ حيث غزا مالوا ثم توغل إلى كالينجار ثم إلى نهر الجانج. بعد ذلك، لم يعد نجم الدين زرير مذكورًا في أي مصادر، وظهر ذكر العائلة لأول مرة في عهد أرسلان شاه، حيث ذُكر اثنان من وجهاء بو حليم؛ عماد الدولة محمد بن علي، القائد العام (أسفسلار) للجيش الغزنوي في الهند، وشقيقه ربيع بن علي، الذي لا يُعرف منصبه.
ومع ذلك، فإن حكم أرسلان شاه كان قصيرًا. وعُوملت والدته، وهي أميرة سلجوقية تدعى جوهر خاتون، معاملة سيئة، مما أدى إلى غزو شقيقها أحمد سنجر لممتلكات أرسلان شاه، حيث هزم أرسلان شاه بشكل حاسم وجعل شقيقه الأخير بهرام شاه الحاكم الجديد لسلالة الغزنويين، وفي الوقت نفسه اعترف بسيادة سجق. ومع ذلك، تمكن أرسلان شاه من النجاة من الغزو، وهرب إلى منطقة كورام [الإنجليزية] في باكستان الحالية، حيث تلقى الدعم من الأخوين بو حليم وضباط آخرين.
بعد أن غادر أحمد سنجر عاصمة الغزنويين غزنة، عاد أرسلان شاه إلى العاصمة، حيث هزم بهرام شاه، لكن أحمد سنجر عاد بعد فترة وجيزة وهزم أرسلان شاه، الذي فرّ مرة أخرى، لكن قبض عليه قائد سلجوقي، فأُعدم. لكن الأخوين بو حليم استمرّا في معارضة بهرام شاه. تمكن عماد الدين محمد، الذي كان لا يزال في الهند، من الصمود في وجه هجوم بهرام شاه، لكنه هُزم في النهاية حيث أُسر في لاهور عام 1119 على يد الأخير.
ونظرًا للخدمات الجليلة التي قدمها عماد الدين محمد للغزنويين في الهند، عفا عنه بهرام شاه وأعاده إلى منصب القائد الأعلى للجيش الغزنوي في الهند. ومع ذلك، سرعان ما ثار عماد الدين محمد، مع عدد من أبنائه مثل المعتصم بن محمد، ضد بهرام شاه، لكنه وأبناءه قُتلوا على يد جيش أرسله بهرام شاه. وبعد هذا الحدث اختفى ذكر عائلة بو حليم تمامًا.

## طالع أيضًا
- آل ميكال
- أحمد ميمندي